# 朔城区
朔城区（さくじょうく）は、中華人民共和国山西省朔州市に位置する市轄区。

## 歴史
秦代により設置された馬邑県を前身とする。西晋により廃止されたが、南北朝時代、北斉により招遠県として再設置され、朔州州治とされた。605年（大業元年）に隋代により善陽県と改称、遼代により鄯陽県と改称、明代になると鄯陽県は廃止され、朔州に統合された。
1913年（民国2年）の州制廃止に伴い朔県と改められた。1949年から1952年までは察哈爾省の管轄とされた。1988年に朔城区と改編され現在に至る。

## 行政区画
- 街道:北城街道、南城街道、神頭街道、北旺荘街道
- 鎮:神頭鎮、利民鎮
- 郷:下団堡郷、小平易郷、滋潤郷、南楡林郷、賈荘郷、沙塄河郷、窯子頭郷、張蔡荘郷